# Saint-Quentin-sur-Indrois
Saint-Quentin-sur-Indrois es una comuna francesa situada en el departamento de Indre y Loira, en la región de Centro-Valle del Loira.

## Demografía
| 523 | 440 | 373 | 425 | 405 | 429 | 486 |
| Para los censos de 1962 a 1999 la población legal corresponde a la población sin duplicidades (Fuente: INSEE [Consultar]) |     |     |     |     |     |     |